# Саратовцев, Вадим Игоревич
Вадим Игоревич Саратовцев (род. 5 октября 1985) — российский самбист, победитель и призёр первенств России среди молодёжи, чемпион и призёр чемпионатов России среди студентов, бронзовый призёр чемпионата России 2009 года, мастер спорта России.  Выступал в лёгкой (до 62 кг) и первой полусредней (до 68 кг) весовых категориях. Тренировался под руководством Михаила Гордеева.

## Спортивные результаты
- Первенство России по самбо среди молодёжи 2006 года — ;
- Первенство России по самбо среди молодёжи 2007 года — ;
- Чемпионат России по самбо среди студентов 2007 года — ;
- Чемпионат России по самбо 2009 года — ;
- Этап Кубка мира 2009 года — ;
- Чемпионат России по самбо среди студентов 2010 года — ;
- Чемпионат ЦС «Динамо» среди мужчин 2010 года — [1];